# Ritratto di Gastone d'Orléans
Il Ritratto di Gastone d'Orléans è un dipinto di Antoon van Dyck.
Van Dyck dipinse questo ritratto nel 1634, quando il principe giunse con la madre Maria de' Medici nella città di Anversa. Si trova oggi nelle collezioni del Musée Condé presso il castello di Chantilly.

## Gastone
Terzo figlio maschio del re di Francia e di Navarra, Enrico IV, e di Maria de' Medici, fu cognato del re d'Inghilterra, Carlo I e del re di Spagna, Filippo IV. Egli ebbe dalla nascita al 1640 il titolo di duca d'Angiò, poi dal 1626 quelli di duca d'Orléans, duca du Chartres e di conte di Blois, dal 1627 quello di duca di Montpensier e Saint-Fargeau, dal 1630 quello di duca di Valois e dal 1646 quelli di duca d'Alençon e barone di Amboise. Era chiamato Monsieur, poi Grand Monsieur in contrapposizione con Petit Monsieur, cioè Filippo I di Borbone-Orléans (1640 – 1701), suo nipote e fratello del re Luigi XIV.
Gastone era una persona colta e raffinata (fu collezionista appassionato di antiche statue e dipinti, di monete e rarità) ma di volontà debole e piuttosto volubile.